# دشنه‌نوک‌ها
دشنه‌نوک‌ها (نام علمی: Schistes) یک سرده از پرندگان مگس‌مرغ از خانوادۀ مگس‌مرغان است. مدتها تصور می‌شد که فقط یک گونه دارد، مگس‌مرغ نوک‌گوه‌ای، اما این گونه تقسیم شد و این سرده اکنون شامل دو گونه است: 
| نگاره | نام                  | نام رایج        | پراکندگی                                |
| ----- | -------------------- | --------------- | --------------------------------------- |
|       | Schistes geoffroyi   | دشنه‌نوک جفروی   | بولیوی، کلمبیا، اکوادور، پرو و ونزوئلا. |
|       | Schistes albogularis | دشنه‌نوک گلوسفید | کلمبیا و اکوادور                        |